# Bodegón con frutas (Louise Moillon)
Bodegón con frutas es una obra pictórica de Louise Moillon creada hacia 1637. Pertenece a la colección Carmen Thyssen del Museo Nacional Thyssen-Bornemisza en Madrid (España).

## Descripción
Se trata de un óleo sobre lienzo que mide 87,5 x 112 cm.
Este bodegón presenta una estructura sofisticada con una luz concentrada en la zona central para destacar los objetos de esa parte. Las sombras que se crean acentúan la profundidad. Los colores son variados y se presentan de forma equilibrada y armoniosa. Se representan de una forma minuciosa alcachofas, espárragos, fresas, ciruelas y albaricoques (frutas y verduras de primavera), con sus ramajes y hojas.

## Historia
Esta obra pertenece a una segunda fase de la trayectoria de Louise Moillon en la que, a partir de 1637, sus composiciones se fueron haciendo más complejas, con estructuras más refinadas, con objetos superpuestos de manera natural, una rica paleta de colores e iluminación más concentrada.
Probablemente esta pintura no tenga un significado alegórico, aunque en su obra Moillon suele incluir insectos simbolizando la corrupción, los albaricoques, ciruelas y espárragos suelen hacer referencia al placer de los sentidos y, por el contrario, las uvas, cerezas y fresas vienen a simbolizar el vino de la Eucaristía, la sangre de Cristo o la Resurrección.
Unos años después de este cambio de estilo, a partir de contraer matrimonio en 1640, su producción artística se fue reduciendo de forma drástica hasta casi desaparecer.